# Acuario (astrología)

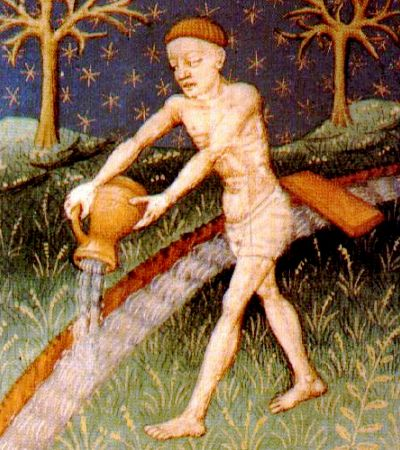
Representación del aguador en un libro de horas del siglo XV.

En astrología, Acuario (♒︎, del latín aquārius, literalmente 'el portador de agua' o 'aguador') es el undécimo signo del zodiaco, el sexto de naturaleza positiva y el cuarto de cualidad fija —junto con Tauro, Leo y Escorpio—. Simboliza la revolución y su símbolo representa la sabiduría al ser. El signo está representado por el aguador o portador del agua ya que en la antigua Sumeria este era un símbolo de difundir la sabiduría (el agua); pertenece junto a Géminis y Libra al elemento aire. Su signo opuesto y complementario es Leo. Manilio dice que el dios que tutela este signo es Juno y que Acuario rige las piernas.
Acuario fue tradicionalmente gobernado por el planeta Saturno, sin embargo, desde el descubrimiento del planeta Urano, este se ha considerado su regente. Al ser el undécimo signo del zodiaco, Acuario se asocia con la 11.ª casa astrológica.

## Fechas y duración del signo
En el zodiaco occidental o tropical, se considera que alguien es del signo de Acuario cuando nace alrededor del 21 de enero hasta alrededor del 19 de febrero de cada año, en función al huso horario del lugar de nacimiento y el inicio del año astrológico. Por lo anterior y por ejemplo, la actividad solar de esta casa afectará a los nacidos en horarios determinados cada año entre el 21 de enero y el 18 de febrero, o también del 21 de enero al 19 de febrero.
En la astrología sideral, basada en el tránsito del Sol sobre las constelaciones, se considera que alguien es de signo Acuario cuando nace entre el 15 de febrero y el 14 de marzo.

## Orígenes
Acuario corresponde en el calendario babilónico al mes de Šabaṭu Arax, «el mes destructor», también llamado arax arrat zunne, «el mes de la maldición de las lluvias», relacionado con el Diluvio Universal. Más tarde, el mes fue asociado a la Februa, el festival romano de la purificación o del lavado y también vinculado con la pluviosidad de esta época del año. El dios romano Februus personificó el mes y la purificación, nombre del que luego derivaría el mes de febrero en el calendario juliano. 
La figura zodiacal que representa al signo de Acuario está dedicada a Ramman, el dios de la tormenta. El signo zodiacal de este mes también fue llamado gu, equivalente al asirio qâ, que es el nombre de una medida de volumen seco. Esto fue asociado con la palabra hebrea kad, que significa «tarro, jarra», presumiblemente en referencia a la urna de Acuario.  
El nombre acuario es de origen occidental, en tanto que la astrología babilónica lo simboliza con una simple ánfora, en referencia a la región del cielo apsû, «diluvial». 

## Mitología
El catasterismo del Aguador tiene tres versiones: 
- La versión griega dice que se trata de Ganimedes, como si fuera un escanciador que sirve vino. Este, que descollaba por su belleza, fue elevado hasta Zeus para que escanciase (los dioses lo juzgaron digno de ello), y que se ha ganado la inmortalidad, de la que los hombres no tienen conocimiento. Lo que está vertiendo representa el néctar, que constituye la bebida de los dioses; se supone que esto sirve como testimonio de que se trata de la citada bebida divina.[14]
- La versión romana añade otras dos variantes. Puede tratarse de Deucalión, porque durante su reinado se produjeron tantas cantidades de agua debido al diluvio universal. O bien se trata de Cécrope, conmemorando la antigüedad de la raza, y mostrando que los hombres usaban agua en los sacrificios de los dioses antes de que se les diera vino, pues Cécrope gobernaba antes de que se descubriera el vino.[15]